# Make You Feel My Love
〈Make You Feel My Love〉는 1997년 9월 발매된 밥 딜런의 음반 《Time Out of Mind》에 수록된 곡이다. 이 곡은 1997년 8월 빌리 조엘의 컴필레이션 음반 《Greatest Hits Volume III》를 통해 〈To Make You Feel My Love〉라는 제목으로 최초로 발매되었다.
이 곡은 450명 이상의 다양한 아티스트들이 커버하며 21세기 "스탠다드"의 위상을 달성한 몇 안 되는 곡 중 하나이다. 이 중 잘 알려진 커버 버전은 아델, 마이클 볼튼, 닐 다이아몬드, 보이 조지, 브라이언 페리, 조앤 오즈번, 가스 브룩스, 켈리 클락슨과 벤 플랫, 닉 놀즈, 그리고 핑크의 버전이다.

## 개요
《스펙트럼 컬쳐》는 이 곡을 "밥 딜런의 90년대 최고의 노래 20곡" 목록에 포함시켰다. 평론가 존 폴은 목록에 첨부된 기사에서 다음과 같이 묘사했다.
고독한 피아노와 유령같은 베이스 라인, 그리고 전체적으로 지속적인 음을 연주하는 약간 웅웅거리는 소리의 오르간과 함께, 이 곡의 편곡은 그다지 주목할 만하지 않으며, 딜런의 놀라울 정도로 감성적인 읽기와 재즈 같은 코드 진행에 의존하는 노래 자체의 핵심이다.

(원문) Accompanied by a lone piano, ghostlike bass line and slightly woozy sounding organ playing sustained notes throughout, the arrangement of the song isn't terribly remarkable, the meat of the song itself relying on Dylan's surprisingly emotional read and jazz-like chord progression.
《Ultimate Classic Rock》의 평론가 매튜 윌킨닝은 〈Make You Feel My Love〉를 밥 딜런이 1992년에서 2011년 사이에 녹음한 7번째 최고의 노래 가하며 "지치고 질감이 있는 걸작"이라고 극찬했다.
이 곡은 2021년 《가디언》 기사의 "모두가 알아야 할 밥 딜런 노래 80곡" 목록에 포함되어 있다.

## 곡에 참여한 사람들
- 밥 딜런: 피아노, 보컬

Additional musicians
- 토니 가르니에: 업라이트 베이스
- 오기 메이어스: 오르간

## 라이브 공연
밥 딜런의 공식 웹사이트에 따르면 1997년부터 2019년까지 네버 엔딩 투어에서 300회 이상 라이브 공연을 했다. 1998년 로스앤젤레스에서 공연한 라이브 버전은 2000년 밥 딜런의 CD 싱글 〈Things Have Changed〉와 《The Bootleg Series Vol. 17: Fragments - Time Out Of Mind Sessions (1996-1997)》에 수록됐다. 첫 라이브 공연은 1997년 11월 2일 사우스캐롤라니아주 컬럼비아의 컬럼비아 타운쉽 오디토리움(Columbia Township Auditorium)에서 이루어졌으며, (현재까지) 마지막 공연은 2019년 12월 8일 워싱턴 D.C.의 The Anthem에서 열렸다.

## 커버

### 빌리 조엘 버전
빌리 조엘은 자신의 컴필레이션 음반 《Greatest Hits Volume III》에 〈To Make You Feel My Love〉라는 제목으로 이 노래를 수록했다. 음반의 리드 싱글로 발매되어 미국 빌보드 핫 100에서 50위에 달했다. 빌리 조엘은 이 곡을 밥 딜런보다 한 달 먼저 발표했다.

#### 차트 성적
| 차트 (1997)                       | 최고 순위 |
| --------------------------------- | --------- |
| 오스트레일리아 (ARIA)             | 90        |
| 캐나다 《RPM》 어덜트 컨템포러리  | 29        |
| 네덜란드 (싱글 톱 100)            | 99        |
| 미국 《빌보드》 핫 100            | 50        |
| 미국 《빌보드》 어덜트 컨템포러리 | 9         |
| 미국 《빌보드》 핫 싱글           | 53        |

### 《사랑이 다시 올 때》 버전
가스 브룩스는 1998년 〈To Make You Feel My Love〉라는 제목으로 이 노래를 커버했다. 이 곡은 1998년 개봉된 영화 《사랑이 다시 올 때》 사운드 트랙의 첫 번째와 마지막 곡으로 수록되었으며, 마지막 곡은 2005년에 가스 브룩스와 결혼한 트리샤 이어우드가 커버한 버전이 수록되었다. 2007년 사운드 트랙이 재 발매 됐을 때는 트리샤 이어우드가 커버한 버전만 수록되었다. 이 곡은 가스 브룩스의 음반 《Fresh Horses》에 수록되었다. 가스 브룩스의 버전은 제41회 그래미 시상식에서 베스트 남자 컨트리 보컬 퍼포먼스 부문에 후보로 올랐고, 밥 딜런은 베스트 컨트리 송 부문에 후보로 올랐다.

#### 차트 성적

##### 주간 차트
Illegal chart entered Canadacountry|7
| 차트 (1998)                         | 최고 순위 |
| ----------------------------------- | --------- |
| 캐나다 어덜트 컨템포러리 (RPM)      | 22        |
| 미국 어덜트 컨템포러리 (《빌보드》) | 8         |
| 미국 핫 컨트리 송 (《빌보드》)      | 1         |

##### 연간 차트
| 차트 (1998)                     | 순위 |
| ------------------------------- | ---- |
| 캐나다 컨트리 트랙 (RPM)        | 63   |
| 미국 어덜트 컨템포러리 (빌보드) | 22   |
| 미국 핫 컨트리 송 (빌보드)      | 32   |

### 아델 버전
2008년 영국의 싱어송라이터 아델은 데뷔 정규 음반 《19》에 〈Make You Feel My Love〉를 커버했다. 이 싱글은 2008년 10월 27일 음반의 네 번째이자 마지막 싱글로 발매되었으며, CD와 LP(vinyl)로 발매되었다. 이 싱글의 차트 최고 순위는 26위이다.

#### 배경
〈Make You Feel My Love〉는 《19》에 수록된 곡들 중 유일한 커버 곡이다. 이 곡 이외의 수록곡은 아델이 직접 작곡하거나 공동 작곡하였다.
그녀는 매니저의 영향으로 이 곡을 듣게 되었고 좋아했지만, 그녀가 자신의 노래를 충분히 쓸 수 없다는 것을 암시하는 꼴이 될까 자신의 음반에 커버 버전이 수록되는 것을 원하지 않았다.
피아노는 닐 코울리가 연주했으며, 베이스는 아델이 연주했다.

#### 평가
《디지털 스파이》의 알렉스 플레처는 "피아노 연주만으로 아델의 몽환적이고 열정적인 보컬이 빛날 수 있다"며 아델 버전에 대해 애정을 표현했다.
《가디언》의 데이브 심슨은 아델은 그녀의 "조용한 전달"로 이 노래를 "그녀 자신의 것"으로 만들었다고 평가했다.
2013년 1월, 하트 라디오는 아델 버전을 영국 명예의 전당 탑 500에 올렸다.

#### 차트 성적
| 차트 (2008–2021)                | 최고 순위 |
| ------------------------------- | --------- |
| 벨기에 (울트라팁 플랑드르)      | 17        |
| 캐나다 (핫 캐내디안 디지털 송)  | 14        |
| 유러피언 핫 100 싱글            | 17        |
| 빌보드 글로벌 200 (《빌보드》)  | 135       |
| 아일랜드 (IRMA)                 | 5         |
| 네덜란드 (네덜란드스 탑 40)     | 3         |
| 네덜란드 (싱글 톱 100)          | 1         |
| 스코틀랜드 (오피셜 차트 컴퍼니) | 4         |
| 스웨덴 (스베리예토프리스탄)     | 44        |
| 영국 싱글 (오피셜 차트 컴퍼니)  | 4         |
| 영국 인디 (오피셜 차트 컴퍼니)  | 1         |
| 영국 디지털 송 세일             | 11        |

| 차트 (2009)                 | 순위 |
| --------------------------- | ---- |
| 네덜란드 (네덜란드스 탑 40) | 16   |
| 네덜란트 (싱글 탑 100)      | 7    |

| 차트 (2010)                    | 순위 |
| ------------------------------ | ---- |
| 영국 싱글 (오피셜 차트 컴퍼니) | 48   |

| 차트 (2011)                    | 순위 |
| ------------------------------ | ---- |
| 영국 싱글 (오피셜 차트 컴퍼니) | 60   |

#### 인증
| 국가                                                            | 인증        | 판매량/출하량 |
| --------------------------------------------------------------- | ----------- | ------------- |
| 벨기에 (BEA)                                                    | 골드        |               |
| 브라질 (Pro-Música Brasil)                                      | 골드        | 30,000        |
| 캐나다 (뮤직 캐나다)                                            | 5× 플래티넘 | 400,000       |
| 덴마크 (IFPI Danmark)                                           | 플래티넘    | 90,000        |
| 이탈리아 (FIMI)                                                 | 플래티넘    | 50,000        |
| 영국 (BPI)                                                      | 4× 플래티넘 | 2,400,000     |
| 미국 (RIAA)                                                     | 골드        | 500,000*      |
| *판매량을 기반으로 한 인증 · 판매량+스트리밍을 기반으로 한 인증 |             |               |